# Šaška

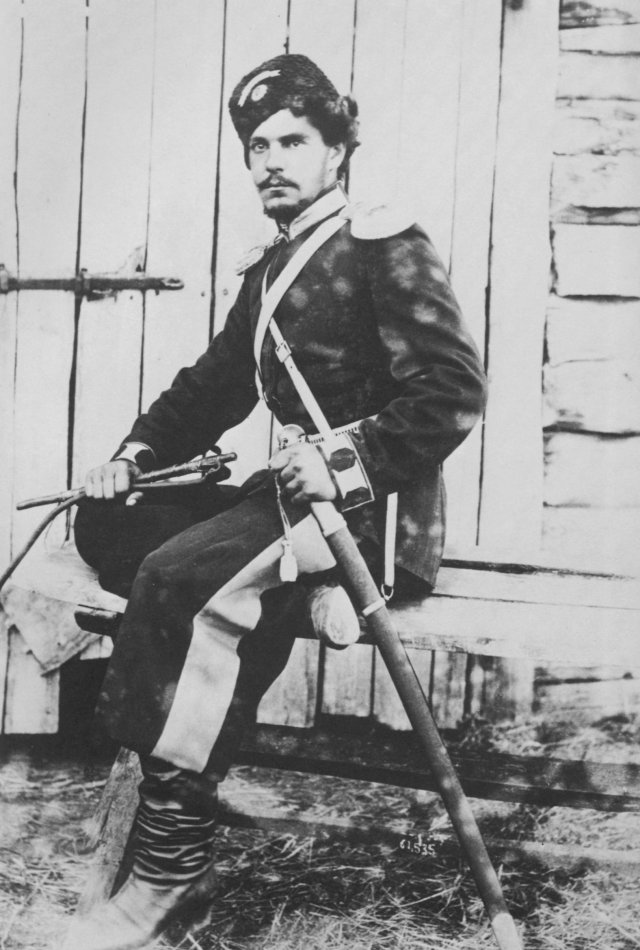
Un cosacco di Orenburg con la šaška al fianco, il taglio rivolto verso l'alto

La šaška (in russo шашка?, traslitterato anche shashka) è un tipo particolare di sciabola originaria della zona del Caucaso. È una spada monofilare molto solida, priva di guardia e con impugnatura ad una mano. Nella forma, la šaška è a mezza via tra una vera sciabola ed una spada a lama diritta. La lama, presente sia nella versione scanalata che non, ha una curvatura poco accentuata, così l'arma può offendere sia di punta che di taglio con buona efficacia. L'elsa era genericamente molto decorata. Il fodero, in legno, racchiudeva parte dell'elsa. A differenza della sciabola, la šaška veniva portata con il taglio rivolto verso il posteriore.

## Storia
La šaška iniziò ad essere prodotta tra le tribù del Caucaso tra il XII ed il XIII secolo. Si trattò quasi certamente dell'opera di fabbri della tribù Adighè della Circassia: Shashkwa (Шашькуэ) significa appunto "lungo coltello" nella lingua adighè. Successivamente, l'arma si diffuse tra i cosacchi dell'Ucraina.
L'esercito russo incontrò la šaška durante le campagne per la conquista del Caucaso. Ritenendola migliore rispetto alle sciabole d'ordinanza, i soldati dello Tsar iniziarono a servirsene. La šaška entrò in uso presso i corpi russi di stanza nel Caucaso a partire dagli Anni '30 del XIX secolo. Nel 1882, quando la cavalleria dell'esercito russo venne riorganizzata, la šaška diventò l'arma d'ordinanza per i corpi dei dragoni. Ancora in uso nel XX secolo (la cavalleria dell'Unione Sovietica era armata di šaška durante la seconda guerra mondiale), la šaška era divenuta arma d'ordinanza per tutti i corpi di cavalleria russi: filmati dell'epoca riportano gli esercizi dello zar Nicola II di Russia (1868-1918) mentre carica armato di šaška un palo per allenare il fendente di decapitazione da cavallo. Arma d'etichetta per i generali russi a partire dal 1940, tale rimase fino al 1968.

## Costruzione
Esistono due tipi di šaška: la šaška caucasica e la šaška cosacca, più corta. 
- Entrambi i modelli presentano l'assenza della guardia, passata dall'originale modello caucasico alla variante cosacca. Del pari, entrambi i modelli presentano impugnatura ricurva, per agevolare il fendente, comprendente, senza soluzioni di discontinuità, il pomello.
- La lama, sempre molto robusta, presentava doppia, a volte tripla, scanalatura.

Come la maggior parte delle armi dell'Europa Orientale, la šaška era riccamente decorata da incisioni e pietre preziose, l'impugnatura ed il fodero realizzati in avorio o legno pregiato ornato di tarsie etc.
La šaška veniva portata con il taglio rivolto verso l'alto, in modo simile al katana giapponese, per facilitare l'estrazione finalizzata ad un fendente circolare dall'alto verso il basso.